# Braille japonès
El sistema braille japonès està basat en el sistema original de braille per a l'escriptura de japonès. En japonès és conegut com a tenji (点字, Literalment «caràcters de punts»).
El braille japonès és una abugida basada en vocals. Els glifs són mores, una unitat fonològic entre el segment i la sil·laba. Al contrari que als kana, consisteix en símbols separats de consonants i vocals, i les vocals tenen preeminència. Les vocals s'escriuen a la cantonada superior esquerra (punts 1, 2 i 4) i poden ser utilitzades soles. Les consonants s'escriuen a la cantonada inferior dreta (punts 3, 5 i 6) i no es poden utilitzar de forma isolada (per exemple, una t aïllada es correspon amb «wo»). No obstant això, la semivocal «y» (pronunciada /j/) s'indica amb el punt 4, un punt de vocal, i la vocal corresponent es mou a la part inferior del bloc. A més, aquest punt escrit de forma isolada indica que la següent síl·laba es palatalitza o té una /j/ medial, com ara mya. Per a les síl·labes que comencen amb «w» la vocal també es posa a la part de sota del bloc però sense cap consonant. Cal tenir en compte que la «w» històrica japonesa actualment només es pronuncia a la mora «wa».

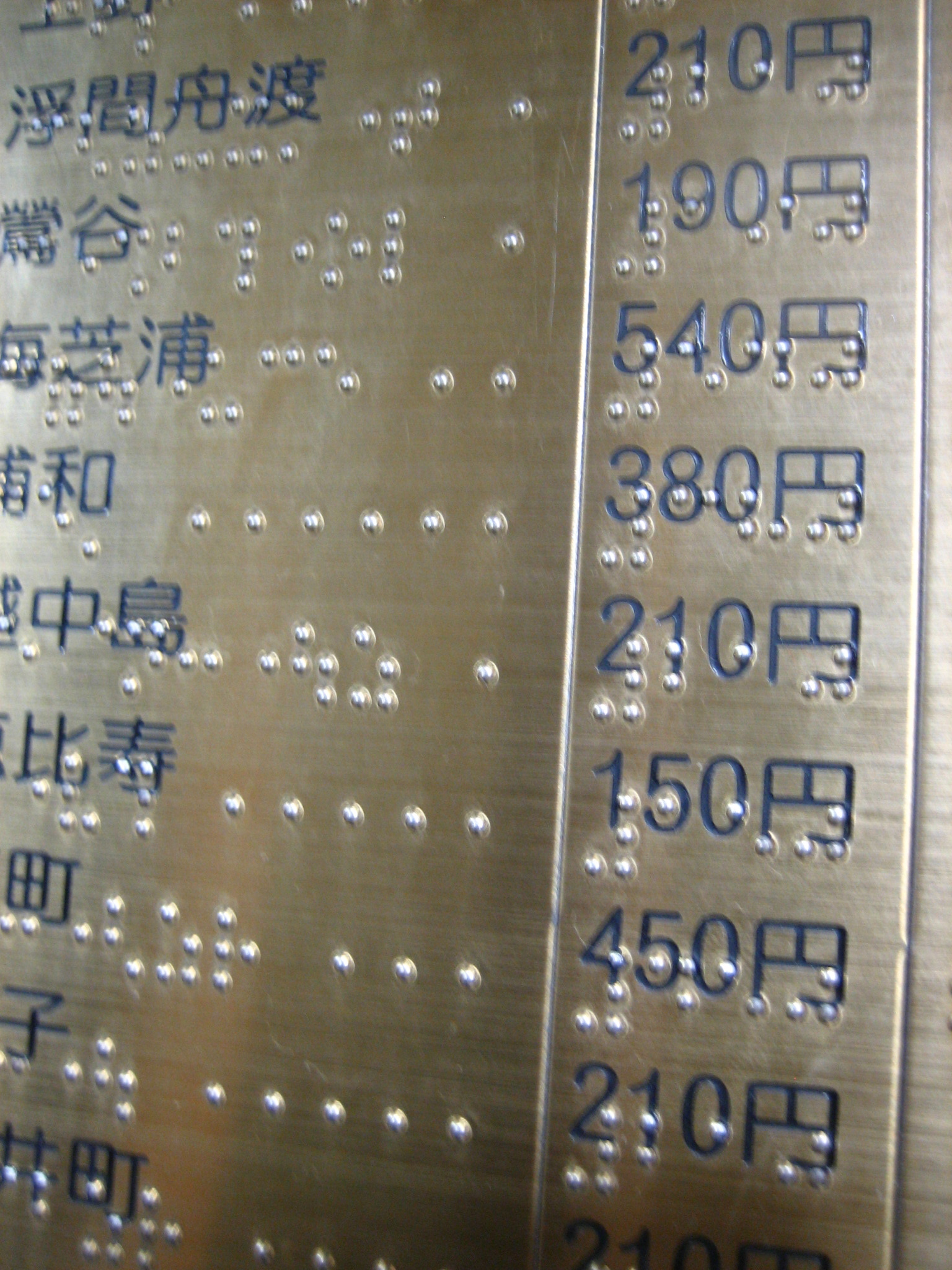
Preus en una estació de ferrocarril en japonès i en braille japonès.

## Taula principal
A continuació es presenta una taula bàsica de braille japonès amb els caràcters hiragana i la romanització Hepburn modificada sobre de cada caràcter braille. A cada caràcter braille, es marquen de color verd els punts corresponents a la consonant i de negres els de la vocal, per facilitar-ne la comprensió.
|                            | A                             | I                              | U                              | E                               | O                              |                              |
| -------------------------- | ----------------------------- | ------------------------------ | ------------------------------ | ------------------------------- | ------------------------------ | ---------------------------- |
|                            | あ a                          | い i                           | う u                           | え e                            | お o                           |                              |
| ⠁ (braille pattern dots-1) | ⠃ (braille pattern dots-12)   | ⠉ (braille pattern dots-14)    | ⠋ (braille pattern dots-124)   | ⠊ (braille pattern dots-24)     |                                |                              |
| K                          | か ka                         | き ki                          | く ku                          | け ke                           | こ ko                          |                              |
| K                          | ⠡ (braille pattern dots-16)   | ⠣ (braille pattern dots-126)   | ⠩ (braille pattern dots-146)   | ⠫ (braille pattern dots-1246)   | ⠪ (braille pattern dots-246)   |                              |
| S                          | さ sa                         | し shi                         | す su                          | せ se                           | そ so                          |                              |
| S                          | ⠱ (braille pattern dots-156)  | ⠳ (braille pattern dots-1256)  | ⠹ (braille pattern dots-1456)  | ⠻ (braille pattern dots-12456)  | ⠺ (braille pattern dots-2456)  |                              |
| T                          | た ta                         | ち chi                         | つ tsu                         | て te                           | と to                          |                              |
| T                          | ⠕ (braille pattern dots-135)  | ⠗ (braille pattern dots-1235)  | ⠝ (braille pattern dots-1345)  | ⠟ (braille pattern dots-12345)  | ⠞ (braille pattern dots-2345)  |                              |
| N                          | な na                         | に ni                          | ぬ nu                          | ね ne                           | の no                          |                              |
| N                          | ⠅ (braille pattern dots-13)   | ⠇ (braille pattern dots-123)   | ⠍ (braille pattern dots-134)   | ⠏ (braille pattern dots-1234)   | ⠎ (braille pattern dots-234)   |                              |
| H                          | は ha                         | ひ hi                          | ふ fu                          | へ he                           | ほ ho                          |                              |
| H                          | ⠥ (braille pattern dots-136)  | ⠧ (braille pattern dots-1236)  | ⠭ (braille pattern dots-1346)  | ⠯ (braille pattern dots-12346)  | ⠮ (braille pattern dots-2346)  |                              |
| M                          | ま ma                         | み mi                          | む mu                          | め me                           | も mo                          | ん n                         |
| M                          | ⠵ (braille pattern dots-1356) | ⠷ (braille pattern dots-12356) | ⠽ (braille pattern dots-13456) | ⠿ (braille pattern dots-123456) | ⠾ (braille pattern dots-23456) | ⠴ (braille pattern dots-356) |
| Y                          | や ya                         |                                | ゆ yu                          |                                 | よ yo                          | -y-                          |
| Y                          | ⠌ (braille pattern dots-34)   |                                | ⠬ (braille pattern dots-346)   |                                 | ⠜ (braille pattern dots-345)   | ⠈ (braille pattern dots-4)   |
| R                          | ら ra                         | り ri                          | る ru                          | れ re                           | ろ ro                          |                              |
| R                          | ⠑ (braille pattern dots-15)   | ⠓ (braille pattern dots-125)   | ⠙ (braille pattern dots-145)   | ⠛ (braille pattern dots-1245)   | ⠚ (braille pattern dots-245)   |                              |
| W                          | わ wa                         | ゐ wi                          |                                | ゑ we                           | を wo                          | -w-                          |
| W                          | ⠄ (braille pattern dots-3)    | ⠆ (braille pattern dots-23)    |                                | ⠖ (braille pattern dots-235)    | ⠔ (braille pattern dots-35)    | ⠢ (braille pattern dots-26)  |

Una diferència ortogràfica important amb relació a l'escriptura japonesa és que les partícules gramaticals は (ha) i へ (he), que en la llengua oral ja no es pronuncien segons la seva ortografia històrica sinó wa i e, en Braille s'escriuen tal com es pronuncien, és a dir ⠄ (wa) i ⠋ (e). Per contra, la partícula を (wo) que es pronuncia o se segueix escrivint ⠔ (wo).

## Prefixos i sufixos
Algunes de les característiques que els kana indiquen amb signes diacrítics o caràcters petits com ara la geminació, sonorització, palatalització i vocals llargues; s'indiquen amb prefixos i sufixos al Braille japonès.
| ー chōon (vocal llarga)     | っ sokuon (geminació)      | ゛ dakuten (sonorització)  | ゜ handakuten (p-)         | yōon (palatalització) (-y-) | yōon + dakuten              | yōon + handakuten           | yōon + dakuten + handakuten  | gōyōon (-w-)                | gōyōon + dakuten             |
| ⠒ (braille pattern dots-25) | ⠂ (braille pattern dots-2) | ⠐ (braille pattern dots-5) | ⠠ (braille pattern dots-6) | ⠈ (braille pattern dots-4)  | ⠘ (braille pattern dots-45) | ⠨ (braille pattern dots-46) | ⠸ (braille pattern dots-456) | ⠢ (braille pattern dots-26) | ⠲ (braille pattern dots-256) |
| sufix                       | prefix                     | prefix                     | prefix                     | prefix                      | prefix                      | prefix                      | prefix                       | prefix                      | prefix                       |

El chōon, igual que en katakana, s'escriu després de la vocal que s'ha d'allargar. La resta són prefixos (al contrari que en kana) i s'escriuen abans del caràcter que han de modificar. Per tant, per a fer les síl·labes amb les consonants g, z, d i b cal afegir el prefix dakuten als caràcters corresponents amb k, s, t i h respectivament. Exemples: gi (ぎ) s'escriu ⠐⠣, cha (ちゃ) s'escriu ⠈⠕, pyo (ぴょ) s'escriu ⠨⠮.
A més, hi ha un prefix sense correspondència amb cap signe dels sil·labaris kana que s'anomena gōyōon i correspon a una -w- medial. Per exemple, aplicat al caràcter «ka» produeix la síl·laba antiga «kwa», i amb dakuten la «gwa». S'utilitza sobretot en síl·labes del japonès antic i de mots estrangers i té risc de confusió amb el punt i l'interrogant dels signes de puntuació.
En l'ús d'aquests prefixos hi ha diferències significatives amb el sistema dels kana:
- Les vocals llargues sempre es marquen amb el chōon com en katakana i no es fa servir mai el sistema propi del hiragana de seguir la mora que es vol allargar amb el caràcter corresponent a aquella vocal. Exemples: Deu s'escriu ⠘⠹⠒ (jū) com en katakana ジュー (jū) i no com en hiragana じゅう (juu). Tòquio s'escriu ⠞⠒⠈⠪⠒ (tōkyō) i no com en hiragana とうきょう (toukyou).

- Les síl·labes amb -ye- pròpies de mots estrangers empren el mateix sistema del yōon aplicat als caràcters amb e, i no fan com en katakana on s'escriu un caràcter «e» petit (ェ) i la síl·laba en i.

- El dakuten aplicat a la vocal «u» crea «vu».

- El gōyōon aplicat a les vocals «i», «e» i «o» crea «wi», «we» i «wo». Aplicat a «ha», «hi», «he», «ho» crea «fa», «fi», «fe», «fo» i amb dakuten «va», «vi», «ve», «vo». Aplicat a «ta», «chi», «te», «to» crea «tsa», «tsi», «tse», «tso». Això difereix molt del sistema katakana amb caràcters petits per a les diferents vocals «a» (ァ), «i» (ィ), «e» (ェ), «o» (ォ).

- Antiintuïtivament, s'empra el yōon abans dels caràcters «chi» i «shi» per a escriure les síl·labes «ti» i «si» i amb dakuten per a «di» i «zi».

- Es combinen el yōon i handakuten davant de «tsu», «yu» i «yo» per a formar «tyu», «fyu» i «fyo», i amb el dakuten per a «dyu», «vyu» i «vyo». Aquesta triple combinació de yōon + dakuten + handakuten és impossible en kana.

- El gōyōon aplicat a «tsu» fa «tu» i amb dakuten «du». Això també difereix del sistema katakana amb un caràcter «u» petit (ゥ).

## Signes de puntuació
| 。                           | 、                          | ？                          | ！                           | 「                          | 」                          | （                            | ）                            | -                           | —                                                         | ・・・                                                                               | espai                     |
| ⠲ (braille pattern dots-256) | ⠰ (braille pattern dots-56) | ⠢ (braille pattern dots-26) | ⠖ (braille pattern dots-235) | ⠤ (braille pattern dots-36) | ⠤ (braille pattern dots-36) | ⠶ (braille pattern dots-2356) | ⠶ (braille pattern dots-2356) | ⠤ (braille pattern dots-36) | ⠒ (braille pattern dots-25) · ⠒ (braille pattern dots-25) | ⠂ (braille pattern dots-2) · ⠂ (braille pattern dots-2) · ⠂ (braille pattern dots-2) | ⠀ (braille pattern blank) |

Al contrari que a l'escriptura japonesa, el Braille utilitza el caràcter d'espai per a separar paraules (llevat de quan un altre signe de puntuació ja ho fa). Per exemple, 今日は朝からよく晴れている。 s'escriu com es faria la seva romanització però sense separar les partícules gramaticals dels seus noms: Kyōwa asakara yoku harete iru. ⠈⠪⠒⠄⠀⠁⠱⠡⠑⠀⠜⠩⠀⠥⠛⠟⠀⠃⠙⠲
També s'escriuen espais entre el nom i el cognom. En katakana s'acostuma a emprar un punt volat «・» per a aquesta funció, especialment en textos d'imprempta. Per exemple Louis Braille s'escriu ルイ・ブライユ, Rui Buraiyu.

## Format
Els dígits i les lletres en Braille de l'alfabet llatí s'indiquen de la manera següent:
| Dígit(s)                      | Alfabet llatí               | Majúscules                 |
| ⠼ (braille pattern dots-3456) | ⠰ (braille pattern dots-56) | ⠠ (braille pattern dots-6) |

Els nombres poden estar seguits directament per paraules llevat de si comencen en vocal o r-. Com que «a», «i», «u», «e», «o», «ra», «ri», «ru», «re» i «ro» comparteixen caràcter amb els dígits, cal separar-ho amb un guionet. Per exemple, 6人, 6 nin (sis persones) s'escriu sense guionet ⠼⠋⠇⠴ 6nin, però en canvi 6円, 6 en (sis iens) s'escriu amb un guionet ⠼⠋⠤⠋⠴ 6-en, perquè sense es llegiria 66n.